# Ceracis multipunctatus
Ceracis multipunctatus es una especie de coleóptero de la familia Ciidae.

## Distribución geográfica
Habita en Alabama y Florida (Estados Unidos).